# جوزيف ألبرت
جوزيف ألبرت (بالألمانية: Joseph Albert)‏ (و. 1825 – 1886 م) هو مصور، ومخترع ألماني، ولد في ميونخ، توفي في ميونخ، عن عمر يناهز 61 عاماً.